# Caxambu (Minas Gerais)
Caxambu es un municipio brasilero del Estado de Minas Gerais. Su población estimada en 2004 era de 23.482 habitantes. Localizada en la región del Sur de Minas, es una de las principales ciudades del Circuito de las Aguas de Minas Gerais y conocida como importante instancia hidromineral.

## Clima

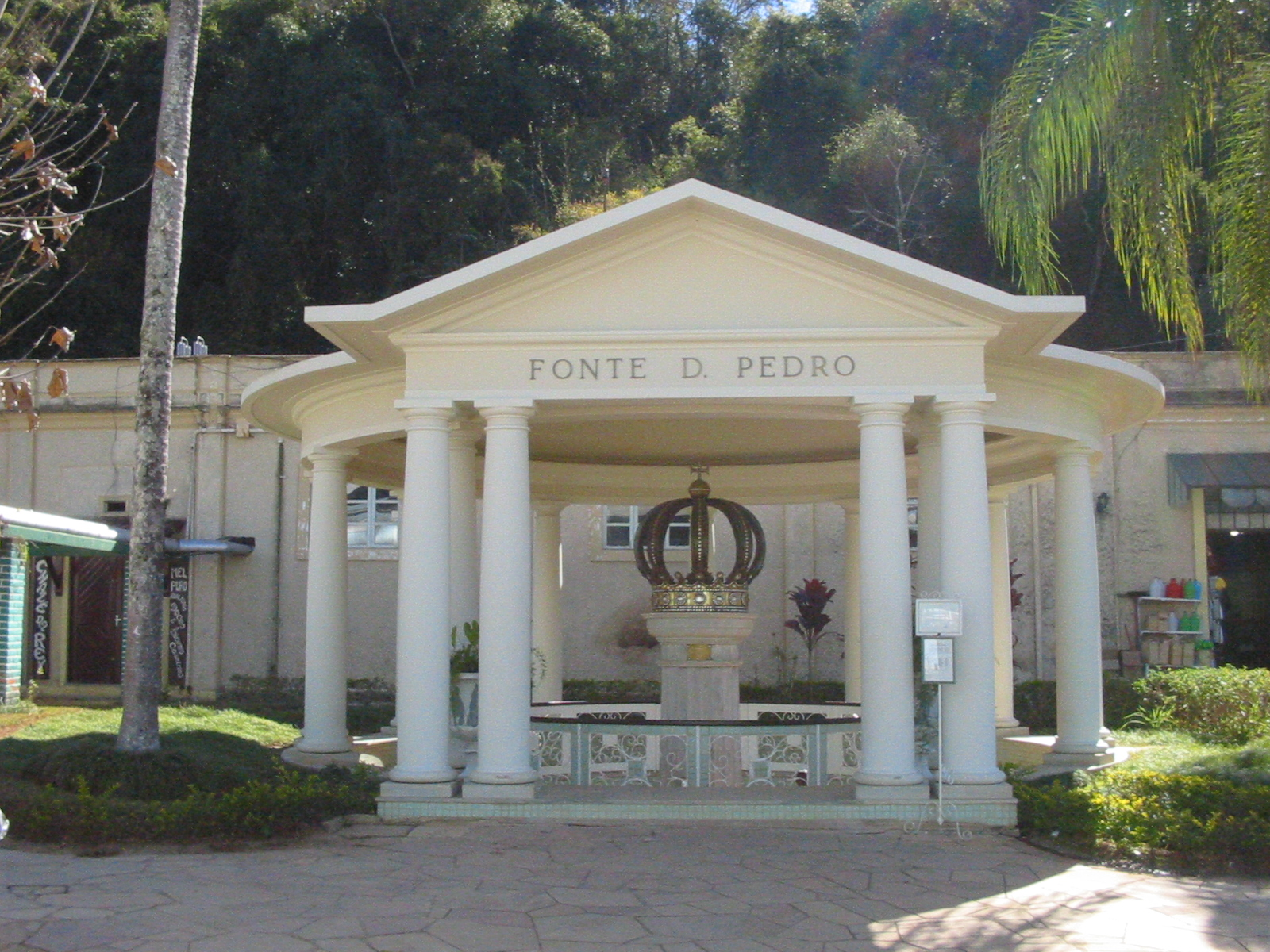
Fuente D. Pedro, Caxambu, MG, Brasil

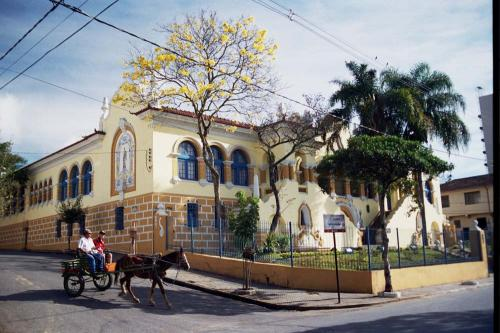
Casa colonial de Caxambu

Con altitud de 895 m, tiene clima tropical de altitud, con media anual de 17 °C y la media del verano es de 21 °C. Se confirma así su Status en la clasificación para clima tropical según la escala internacional de Köppen como Cwb .

## Historia
El 16 de septiembre de 1901 es creada la Villa de Caxambu. Y finalmente el 18 de septiembre de 1915 es elevada a la categoría de ciudad, abarcando hasta el año de 1938, el área de la actual ciudad de Soledade de Minas. En Caxambu también estuvieron otras figuras como Rui Barbosa, que admirado con la belleza del lugar, escribió el poema "Medicina entre Flores".

## Atracciones turísticas
Caxambu se encuentra en las montañas del sur de Minas Gerais, en la región de la Sierra de la Mantiqueira. La pequeña ciudad concentra el mayor complejo hidromineral del mundo, con 12 fuentes de agua minerales con propiedades diferentes, la mayoría de ellas concentradas en el Parque de las Águas "Dr. Lisandro Carneiro Guimarães", preservado por el Instituto Estatal del Patrimonio Histórico y Artístico (IEPHA).